# 조나단 티어스텐

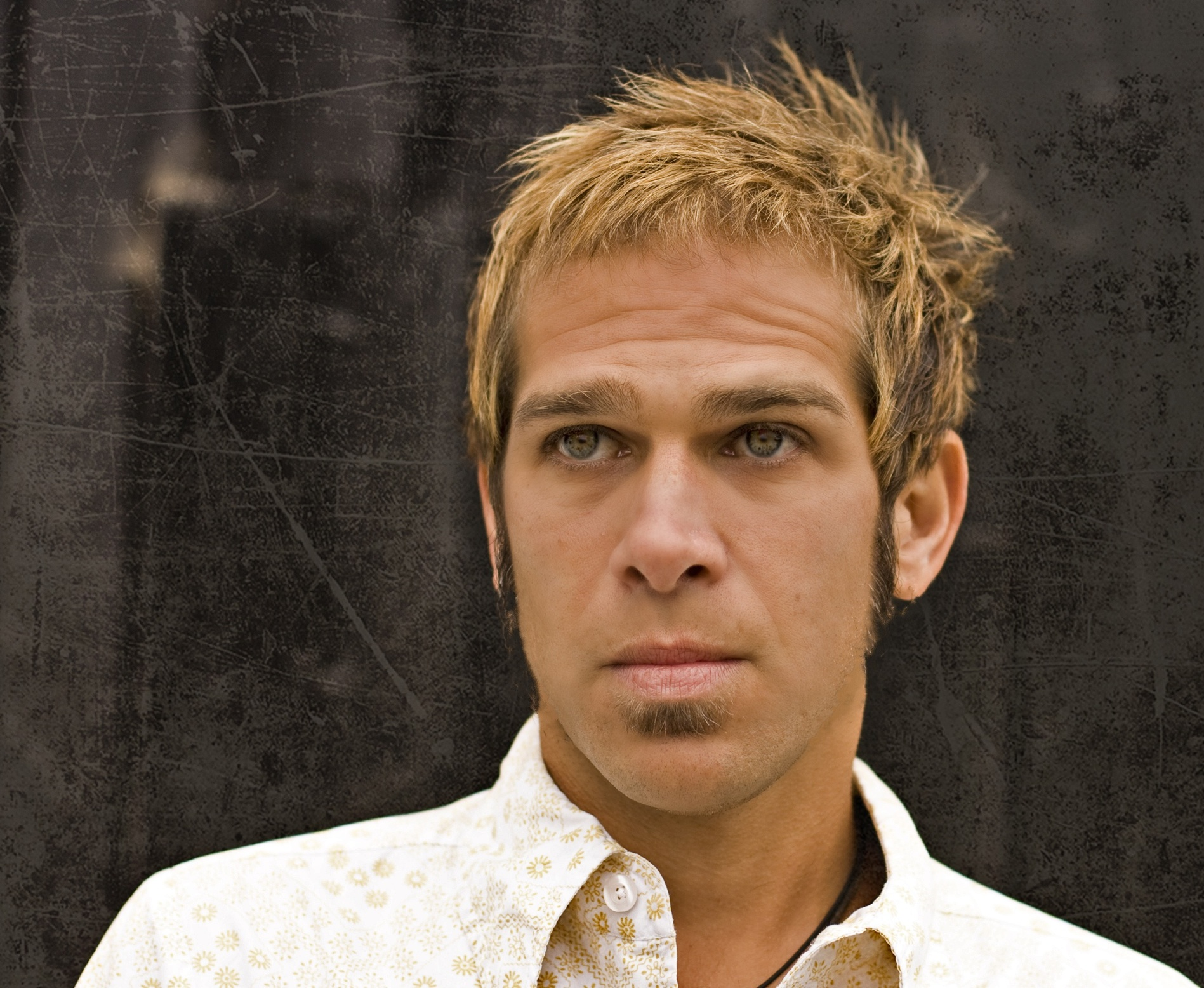

조나단 티어스텐(Jonathan Tiersten, 1965년 8월 11일 ~ )은 미국의 배우, 가수이다.
퀸스에서 태어났다.

## 영화
- 데빌 인사이드 : 악령의 집 (2013년)
- 리턴 투 슬리퍼웨이 캠프 (2008년)
- 슬리퍼웨이 캠프 (1983년)